# Eva Leitolf
Eva Leitolf (* 1966 in Würzburg) ist eine deutsche Künstlerin. Sie lebt und arbeitet in Bozen und im Chiemgau.

## Leben
Eva Leitolf ist Künstlerin, ordentliche Professorin und Leiterin des Studios Image an der Freien Universität Bozen. Die kritische Auseinandersetzung mit den Praktiken der Bildproduktion und -kontextualisierung ist ein zentraler Punkt in allen Arbeiten Leitolfs, die sich mit umstrittenen gesellschaftlichen Phänomenen wie Kolonialismus, Rassismus und Migration auseinandersetzen. Leitolfs Arbeiten kombinieren oft Fotografie mit Textelementen - von Polizeiberichten und recherchierten Informationen aus einer Vielzahl von Quellen bis hin zu persönlichen Notizen. Leitolf macht sich einen konzeptuellen Ansatz zu eigen, visualisiert soziale und politische Konflikte und hinterfragt dabei die Medien, mit denen sie arbeitet.
Nach einem Fotografiestudium an der Universität-Gesamthochschule Essen studierte sie bei Allan Sekula und Ellen Birrell am California Institute of the Arts Kunst. 1996 wurde Leitolf mit dem ICP Annual Infinity Award, „Young Photographer“ vom International Center of Photography in New York City geehrt. Nach zahlreichen Auftragsarbeiten für das SZ-Magazin und das ZEIT-Magazin verfolgt sie seit 1997 intensiv eigene Projekte. 1999 wurde ihr vom Rijksmuseum in Amsterdam und vom NRC Handelsblad in Rotterdam ein Jahresstipendium „Document Nederland“ vergeben. Ebenso erhielt sie 2002 ein Projektstipendium der Stadt München und dort im Jahr 2005 auch den Förderpreis für Fotografie der Landeshauptstadt München. 2012 war sie Stipendiatin der Villa Massimo in Rom. 2016 erhielt sie den Kunstpreis der Stadt München.
Ihre Arbeiten finden sich u. a. in den Sammlungen der Pinakothek der Moderne, des Fotomuseums im Münchner Stadtmuseum, des Kunstmuseum Wolfsburg, der Kunsthalle Hamburg, des Fotozentrum Winterthur, bei McKinsey & Company und bei Burda in München, sowie in den Sammlungen der DekaBank und der von Celanese in Frankfurt am Main.
Von 2012 bis 2014 war Eva Leitolf Lehrbeauftragte an der Hochschule für Design und Kunst in Luzern, im Jahr 2017 Lehrbeauftragte an der Freien Universität Bozen. Von Sommersemester 2018 bis zum Wintersemester 2018/19 arbeitete sie als Professorin für Fotografie an der Burg Giebichenstein Kunsthochschule Halle, wechselte jedoch bereits im Februar 2019 als Professorin an die Freie Universität Bozen.

## Arbeiten
Ihr Projekt "Rostock Ritz", eine fotografische Aufarbeitung zu den Folgen der deutschen Kolonialzeit im heutigen Namibia, war im Jahr 2005 als Ausstellung im Museum Fünf Kontinente (damals Staatliches Museum für Völkerkunde) zu sehen und liegt als Buch vor (Rostock Ritz, Schaden.com 2005).
Zeitgleich zu ihrer Ausstellung "Deutsche Bilder – eine Spurensuche" in der Pinakothek der Moderne in München, erschien 2008 das gleichnamige Buch (Snoeck 2008). In dieser Arbeit setzt sich Leitolf mit dem gesellschaftlichen Diskurs zu fremdenfeindlich motivierten Gewalttaten auseinander.
Ihre Bild-Text-Arbeit "Postcards from Europe" zu Migration (seit 2006) wurde unter anderem im Sprengel Museum Hannover, im Frankfurter Kunstverein, dem Architekturmuseum in der Pinakothek der Moderne in München und dem Kunst Haus Wien gezeigt. 2013 erschien eine gleichnamige Publikation in Kehrer Verlag.

## Einzelausstellungen (Ausw.)
- 2016:
  - "Postcards from Europe", Kunst Haus Wien/Österreich
  - "Postcards from Europe 12/16", Minshar College, Tel Aviv/Israel
  - "Postcards from Europe 11/16", Studiengalerie 1.367, Goethe-Universität, Frankfurt/Deutschland
- 2015:
  - "Postcards from Europe 10/15", Kunst Haus Wien, Vienna/Österreich
  - "Postcards from Europe 03/15", Campus Luigi Einaudi, University of Turin/Italien
  - "Postcards from Europe 03/15", Espace Quai1, Vevey/Schweiz
- 2013: "Postcards from Europe", Sprengel Museum Hannover/Deutschland (Buch)
- 2008: "Deutsche Bilder – eine Spurensuche", Pinakothek der Moderne, München/Deutschland (Buch)
- 2007: "Deutsche Bilder – eine Spurensuche 1992-94 / 2006-07" und "Rostock Ritz", Les Chiroux, Liège/Belgien
- 2006: "Die Zuschauer", Präsentation auf 5 Mega-Lights Wechselwerbeflächen, U-Bahnhof Marienplatz, München/Deutschland (im Rahmen von QUIVID, dem Kunst-am-Bau-Programm des Baureferates München)
- 2005:
  - "Rostock Ritz" (zus. m. Chr. v. Steffelin "Bühne Berlin"), Galerie Sabine Salome Schwefel, Stuttgart/Deutschland
  - "Ganz still und stumm / Naturstücke", Galerie Wäcker & Jordanow, München/Deutschland
  - "Rostock Ritz", Staatliches Museum für Völkerkunde München, München/Deutschland (Buch)

## Gruppenausstellungen (Ausw.)
- 2022:
  - "it takes time to build and a second to wreck it", Haus Coburg | Städtische Galerie Delmenhorst, Delmenhorst/Deutschland[3]
- 2020:
  - "The World to Come: Art in the Age of the Anthropocene", DePaul Art Museum, University of Chicago/USA
- 2019:
  - "The World to Come: Art in the Age of the Anthropocene", A. Alfred Taubman Gallery, University of Michigan Museum of Art, Ann Arbor/USA
  - "Here We Are Today. Das Bild der Welt in Foto- & Videokunst", Bucerius Kunstforum, Hamburg/Deutschland
  - "Now is the Time. 25 Jahre Sammlung Kunstmuseum Wolfsburg", Kunstmuseum Wolfsburg/Deutschland
- 2018:
  - "The World to Come: Art in the Age of the Anthropocene", The Harn Museum of Art at the University of Florida, Gainesville/USA
  - "Whose land have I lit on now? Contemplations on the notions of hostipitality", Savvy Contemporary, Berlin/Deutschland
  - "Etrangement familier", Musée de l´Elysée, Lausanne/Schweiz
  - "Space of Flows: Framing an Unseen Reality", Museum of Ethnography, Krakau/Polen
- 2017:
  - "Global Prekär: Flucht, Trauma und Erinnerung in der zeitgenössischen Fotografie", Pinakothek der Moderne, Munich/Deutschland
  - "Performing the Border", Kunstraum Niederösterreich, Wien/Österreich
  - "Work in Motion" (Lavoro in Movimento: Lo sguardo della videocamera sul comportamento sociale ed economico), Fondazione MAST, Bologna/Italien
  - "Unfamiliar Familiarities", Fotozentrum Winterthur/Schweiz
- 2016:
  - "Wolfsburg Unlimited", Kunstmuseum Wolfsburg/Deutschland
  - "the end of the world as we know it ist der Beginn einer Welt, die wir nicht kennen", Baumwollspinnerei, Leipzig/Deutschland
  - "Zoom. Picturing Architecture and the City", Architekturzentrum Wien/Österreich
  - "Wir Flüchtlinge - von dem Recht, Rechte zu haben", Badischer Kunstverein, Karlsruhe/Deutschland
- 2015:
  - "When there is Hope", Hamburger Kunsthalle, Hamburg/Deutschland
  - "Zoom. Architektur und Stadt im Bild", Architekturmuseum/Pinakothek der Moderne, München/Deutschland
  - "Painting and Photography from William Turner to Olafur Eliasson", Bucerius Kunst Forum, Hamburg/Deutschland
- 2014: "Zukunft fotografieren", Museum für Kunst und Gewerbe, Hamburg/Deutschland
- 2013:
  - Berlin, Martin-Gropius-Bau[4]
  - "Provisorium", Schaustelle, Pinakothek der Moderne, München/Deutschland
  - "Ankommen", Sammlung Alison und Peter W. Klein, Eberdingen-Nussdorf/Deutschland
  - "Zukunft fotografieren", NCCA, Moskau
  - "Alone Together – Photography and the Other", The National Gallery of Kosovo, Pristina, Kosovo
- 2012:
  - "Making History", Frankfurter Kunstverein, Frankfurt/Deutschland
  - "Points of View", Kunstverein Hildesheim/Deutschland
- 2011:
  - "Wherever I lay down my Camera is Home", Macro Testaccio, Rom/Italien
  - "ANGRY. Young and Radical", Fotomuseum Rotterdam/Niederlande
  - "Project Europa: Imagining the (Im)possible", Miriam and Ira D. Wallach Art Gallery, Columbia University, New York/USA
  - "Stiftungspreis für Fotokunst 2011", Alison und Peter Klein Stiftung, Stuttgart/Deutschland
- 2010:
  - "Project Europa: Imagining the (Im)possible", The Samuel P. Harn Museum of Art at the University of Florida, Gainesville/USA
  - "Sightseeing", Massey University, Wellington/Neuseeland
  - "En Filigrane. Eva Leitolf und Arbeiten ihrer Studenten", Pasqu´Art Photoforum, Biel/Schweiz
- 2009:
  - "Carte Blanche VI: East for the record", Galerie für Zeitgenössische Kunst, Leipzig/Deutschland
- 2007:
  - "Reality Bites: Making Avant-garde Art in Post Wall Germany", Mildred Lane Kemper Art Museum, St. Louis/USA
  - "Mistigris - Contemporary German Photography", Gallery at University of Texas, Arlington/USA
  - "Deutsche Bilder – eine Spurensuche in Rostock, Thale, Solingen und Bielefeld 1992-94 und Rostock Ritz", Les Chiroux, Liège/Belgien
- 2005:
  - "Neue Heimat", Galerie Michael Neff, Frieze Art Fair London
  - "Wirklich wahr! Realitätsversprechen von Fotografien", Ruhrlandmuseum, Essen/Deutschland

## Nachweise
1. ↑  Stipendiaten der Villa Massimo 2012
2. ↑  Personeneintrag Eva Leitolf
3. ↑  it takes time to build and a second to wreck it | Haus Coburg. Abgerufen am 5. Mai 2023.
4. ↑  Veranstaltungsankündigung auf der Seite des Martin-Gropius-Baus (Memento des Originals vom 18. September 2013 im Internet Archive)  Info: Der Archivlink wurde automatisch eingesetzt und noch nicht geprüft. Bitte prüfe Original- und Archivlink gemäß Anleitung und entferne dann diesen Hinweis., abgerufen am 16. Februar 2013